# Vijf stadia van een reis
Vijf stadia van een reis is een driedelig reliëf in Amsterdam-Centrum.

## Kunstwerk
Het is een serie friezen die de gevels van het koninklijk paviljoen van het Station Amsterdam Centraal sieren. Het paviljoen is een aan de oostzijde  opvallend vooruitgeschoven onderdeel van het stationsgebouw. De friezen werden al aangebracht tijdens de bouw ze stammen dus uit de periode 1881-1889 toen aan het station gebouwd is. 
Eduard Roskam, werkend vanuit Leuven maakte de afbeeldingen met kindfiguren, zogenaamde kinderfriezen, met op de achtergrond een tegelpatroon in ruitfiguren, deels verguld. De omschrijving:
1. de westelijk gevel laat vijf kinderen zien die een hutkoffer inpakken; het kreeg de titel mee Vooraf aan de reis. De groep staat afgebeeld tussen coulissen en een architectonisch bouwwerk.
2. het reliëf in de voorgevel bestaat uit drie delen. In Afscheid aan de linkerzijde zijn vier kinderen te zien, waarvan er één een doos draagt en drie andere kinderen elkaar de hand schudden. Het middentableau toont vijf kinderen (Vertrek), waarvan twee op een trolley, twee achterblijvende kinderen en een kind die de reizigers uitzwaait. Aankomst toont vier kinderen: twee kinderen op trolley komen aan; twee andere kinderen en een hond begroeten hun.
3. aan de oostzijde zijn zes kinderen (een alleenstaande, een groepje van drie en een groepje van twee) te zien die elkaar begroeten (Begroeting). Aan beide zijden zijn architectonische fragmenten te zien (links een doorkijk; rechts pilasters). Dit onderdeel is geplaatst boven het Alliantiewapen Oranje-Nassau en Waldeck-Pyrmont.

Roskam maakt voor hetzelfde gebouwonderdeel twee poëziecartouches, die aan de west- en oostgevel zijn aangebracht.

## Afbeeldingen

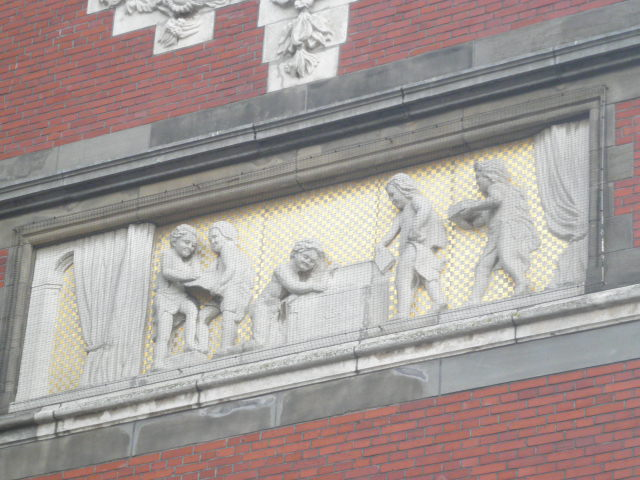
Westelijk tableau (november 2011)
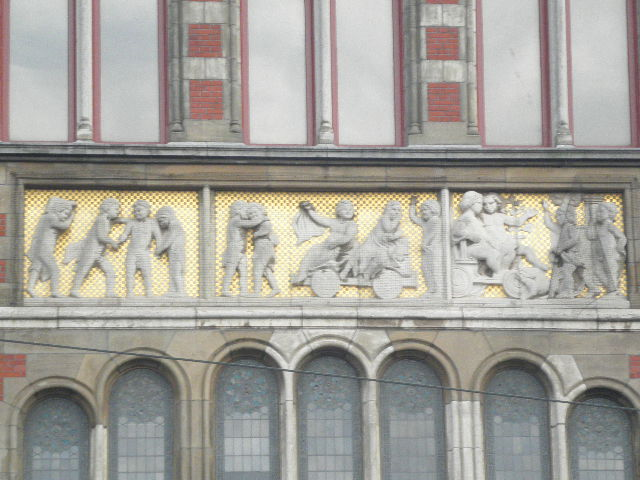
Centraal tableau (november 2011)
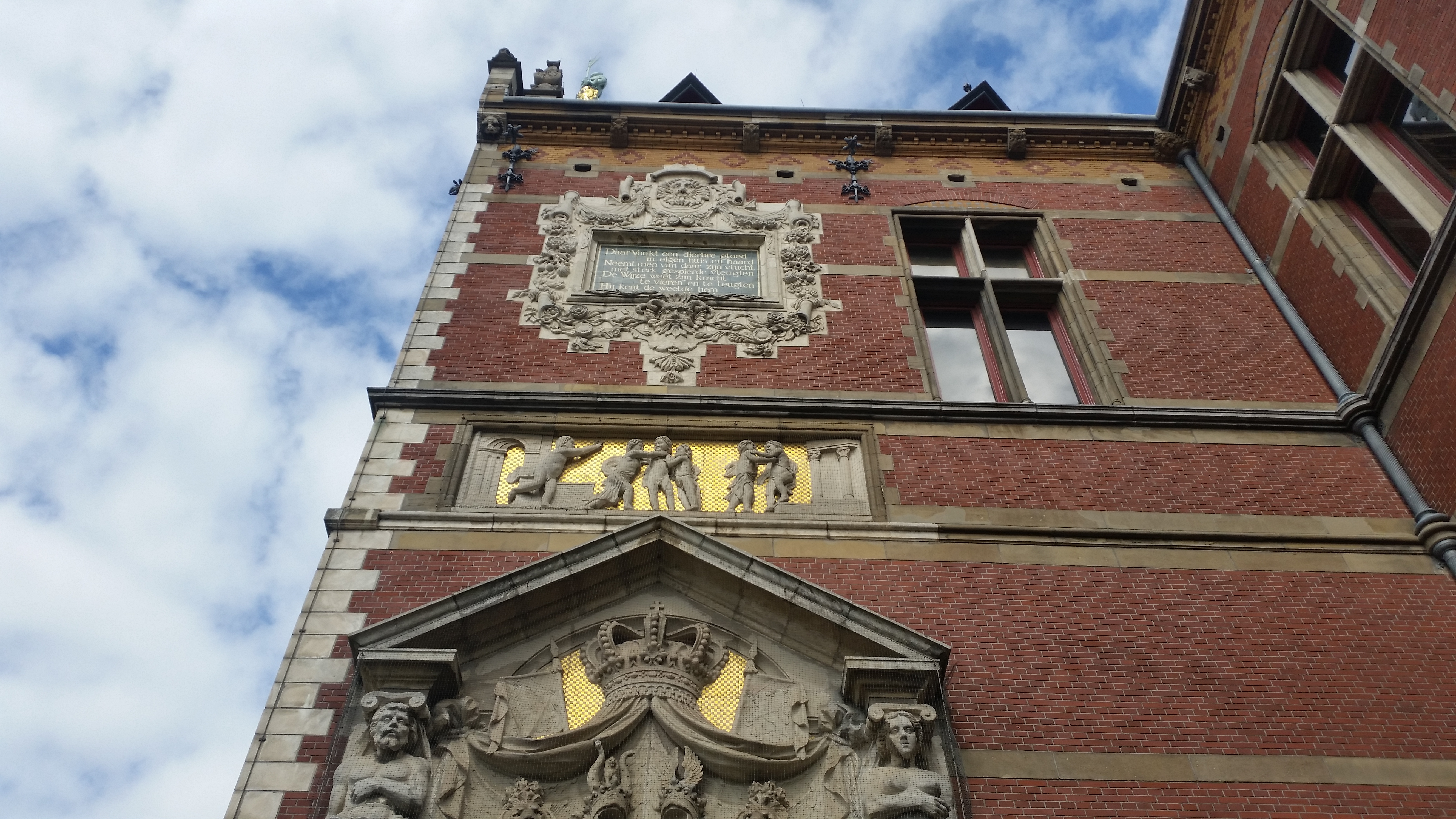
Oostelijk tableau (augustus 2020)